# Jennifer Valente
Jennifer Marie Valente (ur. 24 grudnia 1994 w San Diego) – amerykańska kolarka torowa, pięciokrotna medalistka olimpijska, dwukrotna mistrzyni olimpijska w omnium (2020, 2024) i wielokrotna medalistka mistrzostw świata i Ameryki.

## Kariera
Pierwszy sukces w karierze osiągnęła w 2013 roku, kiedy została mistrzynią świata juniorek w scratchu. W 2015 roku zdobyła srebrny medal w drużynowym wyścigu na dochodzenie podczas igrzysk panamerykańskich w Toronto. W tym samym roku zdobyła srebro podczas mistrzostw świata w Paryżu w wyścigu indywidualnym, przegrywając tylko z Australijką Rebeccą Wiasak. Rok później, podczas torowych mistrzostw świata w Londynie reprezentacja USA w składzie: Sarah Hammer, Kelly Catlin, Chloé Dygert i Jennifer Valente zdobyła złoty medal w drużynowym wyścigu na dochodzenie. W tej samej konkurencji zdobyła też złote medale na MŚ w Hongkongu (2017) i MŚ w Apeldoorn (2018), na drugiej z tych imprez zdobywając równocześnie srebro w wyścigu punktowym. Na rozgrywanych rok później MŚ w Pruszkowie zajęła trzecie miejsce w omnium, plasując się za Holenderką Kirsten Wild i Włoszką Letizią Paternoster. Kolejne trzy medale wywalczyła podczas mistrzostw świata w Berlinie w 2020 roku: w drużynowym wyścigu na dochodzenie zwyciężyła, a w wyścigu punktowym i scratchu była druga. Następnie zajęła trzecie miejsce w scratchu i wyścigu eliminacyjnym. Z mistrzostw świata w Roubaix w 2021 roku wróciła z brązowymi medalami w wyścigu eliminacyjnym i scratchu. Ponadto na mistrzostwach świata w Yvelines w 2022 roku była najlepsza w omnium oraz trzecia w wyścigu eliminacyjnym i wyścigu punktowym.
W 2016 roku wzięła udział w igrzyskach olimpijskich w Rio de Janeiro, gdzie zdobyła srebrny medal w drużynowym wyścigu na dochodzenie. Na rozgrywanych cztery lata później igrzyskach olimpijskich w Tokio zwyciężyła w omnium oraz zajęła trzecie miejsce w drużynowym wyścigu na dochodzenie.